# St. Servatius (Kaltenborn)

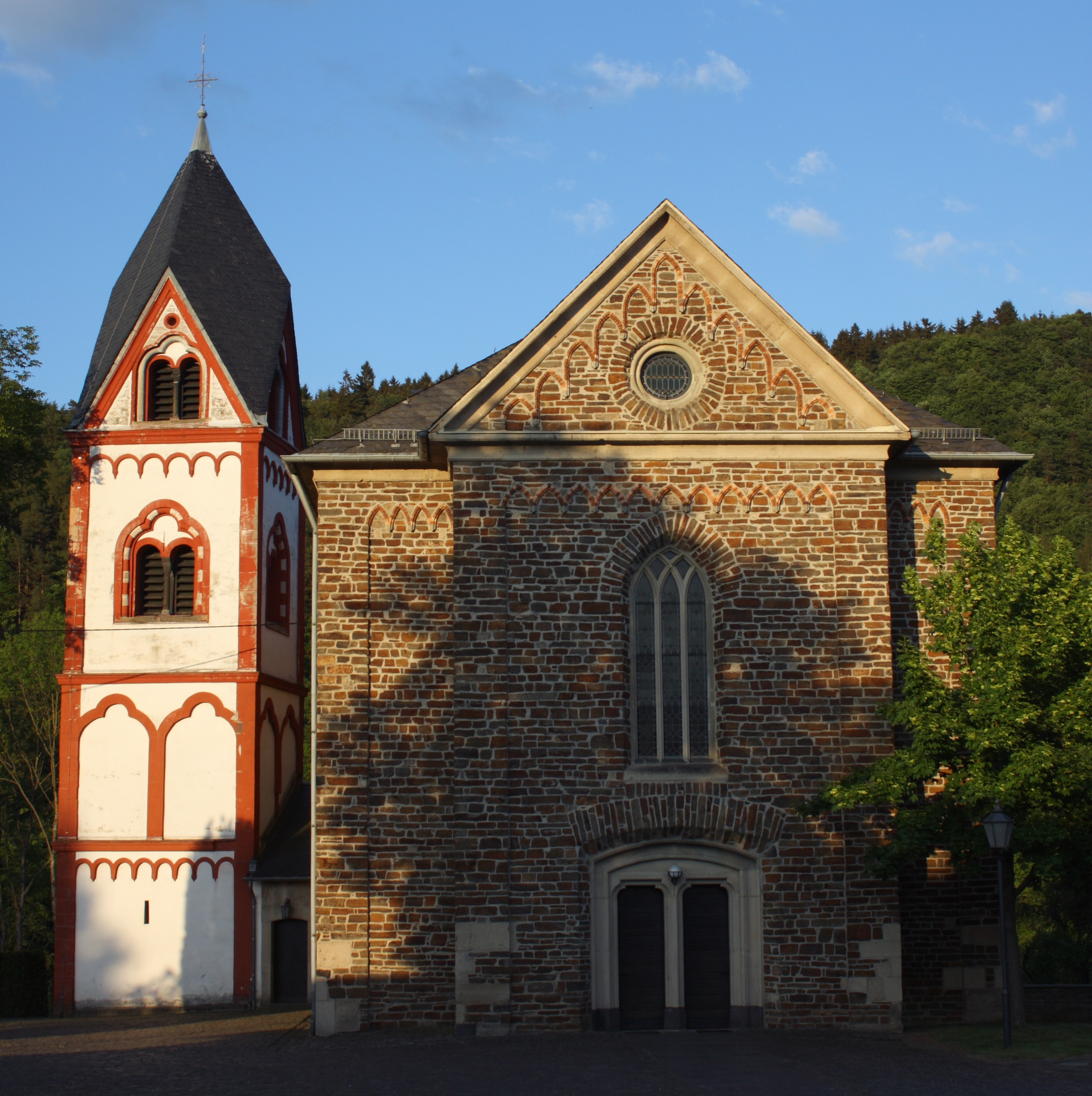
Die neugotische Kirche mit dem reichgegliederten spätromanischen Turm

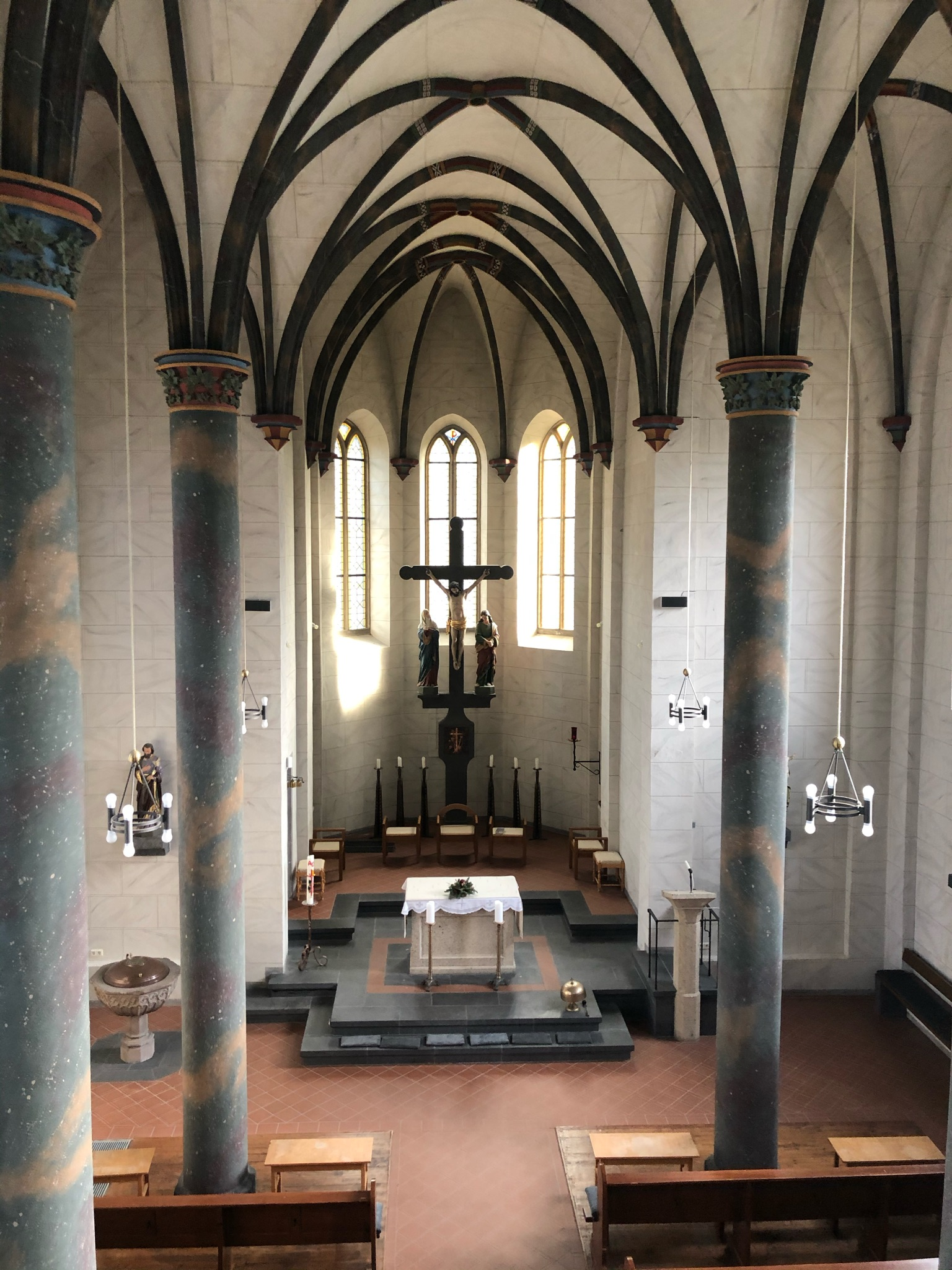
Blick zum Chor

Die katholische Pfarrkirche St. Servatius ist ein denkmalgeschütztes Kirchengebäude in Kaltenborn, einer Ortsgemeinde im Landkreis Ahrweiler in Rheinland-Pfalz. Die Kirche ist Hauptkirche der Ortsgemeinden Kaltenborn und Siebenbach.
Das ursprüngliche gotische Langhaus wurde von 1832 bis 1834 durch einen Hallenbau ersetzt. Als Baumaterial dienten die Steine der alten Burgruine, die der Freiherr von Bourscheidt-Burgbrohl an die Gemeinde gab. Der Turm ist ein reichgegliederter spätromanischer Bau aus dem frühen 13. Jahrhundert.